# حارة مدرسة الشعب (الصافية)

تعديل مصدري - تعديل

حارة مدرسة الشعب هي إحدى حارات حي الصافية بمديرية الصافية إحد مديريات العاصمة اليمنية صنعاء، بلغ تعداد سكانها 3456 نسمة حسب تعداد اليمن لعام 2004.